# Alexis Petridis
Alexis Petridis (sinh ngày 13 tháng 9 năm 1971) là nhà báo, nhà phê bình âm nhạc người Anh. Ông là nhà trưởng ban phê bình nhạc rock và pop cho The Guardian, đồng thời là cộng tác viên thường xuyên cho GQ. Ngoài công việc là nhà báo âm nhạc, ông còn tham gia đóng góp cho một chuyên mục thời trang cuối tuần của The Guardian, cũng như đóng góp cho chuyên mục Lost in Showbiz.

## Tiểu sử và sự nghiệp
Petridis sinh ra trong một gia đình gốc Hy Lạp ở Thành phố Sunderland phía bắc nước Anh, nhưng lớn lên ở Silsden, gần Keighley ở Yorkshire. Gia đình ông sau đó chuyển đến Buckinghamshire. Sau khi theo học tại Trường Ngữ pháp của Tiến sĩ Challoner ở Amersham, ông bắt đầu sự nghiệp viết lách của mình tại Đại học Cambridge bằng cách đóng góp cho tờ báo sinh viên Varsity. Anh là biên tập viên cuối cùng của tạp chí âm nhạc Select hiện không còn xuất bản. Ông cũng là người chắp bút cho cuốn tự truyện Me ra mắt năm 2019 của Elton John.

## Giải thưởng
Petridis đã tám lần giành chiến thắng ở hạng mục Người viết đánh giá bản thu âm của năm tại Giải Record of the Day, liên tục mỗi năm trong suốt khoảng thời gian từ năm 2005 đến 2012. Ông cũng đoạt giải Nghệ sĩ và tác phẩm âm nhạc: Cây viết của năm vào năm 2006 và Cây viết âm nhạc xuất sắc nhất (do sinh viên bình chọn) năm 2012. Năm 2017, ông được Trường Cao đẳng Âm nhạc Leeds trao tặng Học bổng.